# Jacqueline Cochran
Jacqueline Cochran (11 de mayo de 1906 – 9 de agosto de 1980) fue una pionera de la aviación estadounidense, considerada una de las principales pilotos de carrera de su generación. Fue la primera mujer que rompió la barrera del sonido y la primera que voló un jet a través del océano, entre muchos otros récords.

## Primeros años
Jacqueline Cochran, nacida como Bessie Lee Pittman al noroeste de Florida, era la más joven de los cinco hijos de Mary (de soltera, Grant) e Ira Pittman, un carpintero que se mudaba de pueblo en pueblo estableciendo y modificando molinos. Ya que su familia no era rica, la infancia de Cochran en los pueblos de Florida fue similar a la de cualquier otra familia humilde de esa época. Contrario a lo que dicen algunos relatos, siempre hubo comida en la mesa y no era adoptada como ella misma solía asegurar.
Bessie Pittman contrajo matrimonio con Robert Cochran, un joven mecánico de aviación de la base naval cercana a Pensacola, en Blakeley, Georgia el 13 de noviembre de 1920. Bessie dio a luz a Robert Cochran Jr. cuatro meses más tarde y la pareja y el bebé se mudaron a Miami poco después, donde permanecieron durante cuatro años. Después de iniciar los trámites del divorcio, Cochran regresó al noroeste de Florida y se estableció en DeFuniak Springs, donde vivían sus padres. Antes de cumplir cinco años de edad, su hijo, Robert Cochran Jr., falleció en un trágico accidente cuando incendió su ropa mientras jugaba solo en el jardín trasero. 
Cochran luego consiguió un empleo en Pensacola como peluquera, hasta que decidió mudarse a la ciudad de Nueva York. Allí, usó su apariencia y personalidad ambiciosa para obtener un empleo en un prestigioso salón de belleza en Saks Fifth Avenue. En esa época, se cambió el nombre de Mrs Bessie Cochran a Miss Jackie Cochran.
Aunque Cochran negaba a su familia y su pasado, siguió en contacto con ellos y les brindó ayuda económica con el correr de los años. Algunos miembros de su familia incluso se mudaron a su finca en California después de que volviera a casarse. Sin embargo, tenían instrucciones de decir siempre que eran su familia adoptiva; al parecer, Jackie quería esconder los primeros capítulos de su vida y consiguió hacerlo con éxito hasta después de su fallecimiento.
Poco después de conseguir el empleo en Saks, Cochran conoció a Floyd Bostwick Odlum, fundador de Atlas Corp. y CEO de RKO Pictures en Hollywood. Catorce años mayor que ella, se decía que era uno de los diez hombres más ricos del mundo; Odlum se enamoró de Cochran y la ofreció ayudarla para establecer un negocio de cosméticos.
Después de que un amigo le ofreciera un paseo en una aeronave, Cochran comenzó a tomar lecciones de vuelo en el Campo de Vuelo Roosevelt, en Long Island, a principios de la década de 1930. Aprendió a volar un avión en solo tres semanas. Luego siguió aprendiendo por sí misma y en dos años obtuvo su licencia de piloto comercial. Odlum, con quien se casó en 1936 después del divorcio de él, era un financiero astuto y promotor habilidoso y reconocía el valor de la publicidad para su negocio. Llamó Wings (Alas) a la empresa de cosméticos y convenció a su esposa de que volara su propia aeronave por todo el país para promocionar sus productos. Años más tarde, Odlum usó sus contactos en Hollywood para conseguir que Marilyn Monroe auspiciara su línea de lápiz labial.

## Contribuciones a la aviación

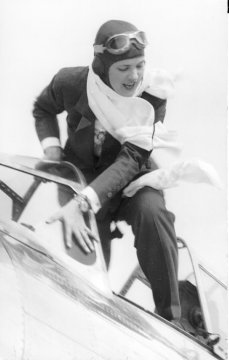
Bendix Race de 1938.

Conocida por sus amigos como "Jackie" y aún con el apellido Cochran, participó en la carrera aérea MacRobertson en 1934. En 1937, fue la única mujer que compitió en la Bendix Race. Trabajó en conjunto con Amelia Earhart para lograr que permitieran mujeres en la carrera. Ese año, estableció también un nuevo récord nacional de velocidad femenino. Para 1938, era considerada la mejor mujer piloto de los Estados Unidos; había ganado la Bendix Race y había establecido un nuevo récord de velocidad transcontinental, además de récords de altitud (en ese momento, ya no estaba rompiendo solo récords femeninos sino también generales).
Cochran fue la primera mujer que voló un avión bombardero a través del Atlántico y ganó cinco trofeos Harmon por ser la mujer piloto más destacada del mundo. A veces llamada la "Reina de la velocidad", al momento de su muerte ningún piloto había superado sus récords de mayor velocidad, distancia o altitud en la historia de la aviación.
Antes de que los Estados Unidos entraran en la Segunda Guerra Mundial, Cochran formó parte de "Wings for Britain" ("Alas por Bretaña"), una organización que transportaba aeronaves construidas en los Estados Unidos hacia Gran Bretaña, por lo que fue la primera mujer que voló un bombardero (un Lockheed Hudson V) a través del Atlántico. En Gran Bretaña, ofreció sus servicios a la Royal Air Force y trabajó durante varios meses para la Air Transport Auxiliary (ATA), donde reclutaba mujeres pilotos calificadas en los Estados Unidos y las llevaba a Inglaterra para sumarlas a la fuerza. En septiembre de 1940, Cochran le escribió a Eleanor Roosevelt para proponerle comenzar una división aérea femenina en el ejército estadounidense: opinaba que las pilotos calificadas podrían hacer todos los trabajos de aviación domésticos y no combativos que se necesitaran para enviar más hombres pilotos a combate. Se imaginaba a sí misma como líder de las mujeres piloto, con el mismo rango que Oveta Culp Hobby, quien en ese momento estaba a cargo de la división Women's Auxiliary Army Corps (WAAC) (la WAAC recibió estatus militar completo el 1 de julio de 1943, y por lo tanto empezó a formar parte del ejército. Al mismo tiempo, la unidad se renombró como Women's Army Corps [WAC].)

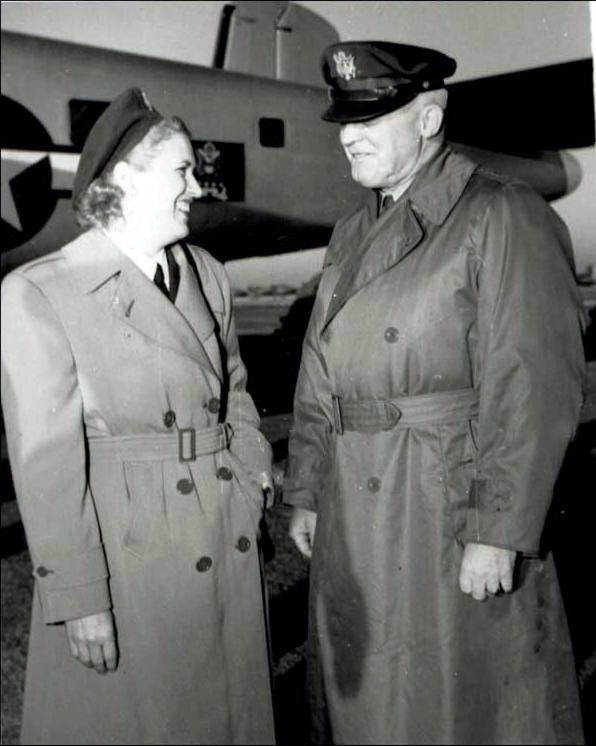
Cochran con el General Hap Arnold.

También en 1940, Cochran le escribió una carta al teniente coronel Robert Olds, quien estaba ayudando a organizar el Air Corps Ferrying Command para la Fuerza Aérea en ese momento (Ferrying Command era originalmente un servicio de entrega de aeronaves, pero más tarde también se unió al ejército). En la carta, Cochran sugería que se empleara a mujeres piloto para volar en misiones que no fueran de combate para el nuevo comando. A principios de 1941, Olds le pidió a Cochran que averiguara cuántas mujeres piloto había en los Estados Unidos, cuáles eran sus horas de vuelo, sus habilidades, su interés para volar por el país e información personal sobre ellas. Usó registros de la Administración Aeronáutica Civil para reunir la información.

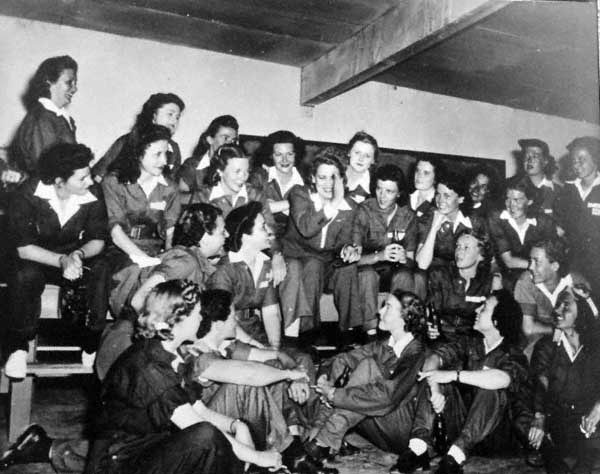
Cochran (al centro) con aprendices de la WASP.

Para solucionar la escasez de pilotos, el teniente general Henry H. "Hap" Arnold era la persona a la que necesitaba convencer de que las mujeres piloto eran la solución para sus problemas de personal. Arnold, jefe de los Cuerpos Aéreos, continuó como comandante general de las Fuerzas Aéreas desde su creación en junio de 1941. Sabía que las mujeres estaban siendo utilizadas de forma exitosa en la Air Transport Auxiliary (ATA) en Inglaterra. También en junio de 1941, Arnold sugirió a Cochran que tomara un grupo de mujeres piloto calificadas para ver cómo les iba a los británicos. Le prometió que no se tomarían decisiones en lo que respecta a las mujeres pilotos de la USAAF hasta que ella regresara.
Cuando Arnold le pidió a Cochran que fuera a Gran Bretaña a estudiar a la ATA, ella pidió a 76 de las mujeres piloto más calificadas (identificadas durante la investigación que había hecho antes para Olds) que fueran con ella y volaran para la ATA. Los requisitos eran altos, al menos 300 horas de vuelo, pero la mayoría de las pilotos tenían más de mil horas. Las que fueron a Canadá descubrieron que los requisitos también eran altos. Un total de 25 mujeres pasaron la prueba, y dos meses después, en marzo de 1942, fueron a Gran Bretaña con Cochran para unirse a la ATA.
Mientras Cochran estaba en Inglaterra, en septiembre de 1942, el general Arnold autorizó la formación del Women's Auxiliary Ferrying Squadron (WAFS) bajo la dirección de Nancy Harkness Love. La WAFS comenzó en la base aérea Castle en Wilmington, Delaware, con un grupo de mujeres piloto cuyo objetivo era transportar aeronaves militares. Una vez enterada de la existencia de la WAFS, Cochran regresó inmediatamente de Inglaterra. Su experiencia en Gran Bretaña con la ATA la había convencido de que las mujeres piloto podían entrenarse para hacer mucho más que operaciones de transporte. Después de convencer a Arnold con maña para que ampliara las oportunidades para las mujeres piloto, el general sancionó la creación del Women's Flying Training Detachment (WFTD) y puso a Cochran a la cabeza. En agosto de 1943, el WAFS y el WFTD se fusionaron para crear Women Airforce Service Pilots (WASP) con Cochran como directora y Nancy Love como jefa de la división de transporte.
Como directora de Women Airforce Service Pilots, Cochran supervisó el entrenamiento de cientos de mujeres piloto en el antiguo campo Avenger en Sweetwater, Texas. Por sus contribuciones durante la guerra, recibió la Medalla por Servicio Distinguido de la Fuerza Aérea y la Cruz de Vuelo Distinguido.
Después de la guerra, Cochran fue la primera mujer que rompió la barrera del sonido (con Chuck Yeager como copiloto) y la primera mujer que voló un jet a través del océano, entre muchos otros récords de la aviación.

## Posguerra

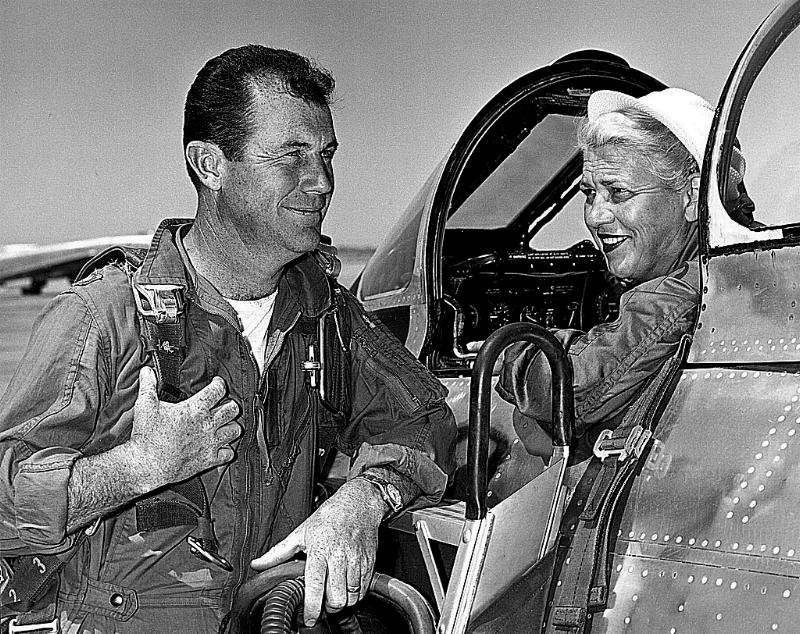
Cochran en la cabina de vuelo del Canadair Sabre con Chuck Yeager.

Cuando terminó la guerra, una revista contrató a Cochran para que realizara un informe sobre los eventos globales de posguerra. En este trabajo, presenció la rendición del general japonés Tomoyuki Yamashita en las Filipinas, fue la primera mujer no japonesa que ingresó a Japón después de la guerra y asistió a los juicios de Núremberg en Alemania. 
En 1948, Cochran se unió al Mando de Reserva de la Fuerza Aérea donde finalmente alcanzó el grado de teniente coronel. 

### Récords de aviación
Después de la guerra, comenzó a volar en jets con motor de reacción y estableció numerosos récords; lo que es llamativo, se convirtió en la primera mujer piloto en "ser supersónica".
El 18 de mayo de 1953, en el lago seco Rogers, California, alentada por el entonces mayor Chuck Yeager, con quien tuvo una amistad toda la vida, Cochran voló un jet Canadair F-86 Sabre prestado por la Real Fuerza Aérea Canadiense con una velocidad promedio de 652,337 mph, convirtiéndose en la primera mujer en romper la barrera del sonido.
Cochran también fue la primera mujer que aterrizó y despegó en un portaaviones, la primera mujer que alcanzó Mach 2, la primera mujer que pilotó un avión bombardero a través del océano Atlántico (en 1941), la primera piloto que hizo un aterrizaje a ciegas (solo con instrumentos), la única mujer presidenta de la Federation Aeronautique International (1958–1961), la primera mujer que voló un jet de ala fija a través del Atlántico, la primera piloto que voló a más de 20 000 pies de altura con una máscara de oxígeno y la primera mujer que entró en la carrera transcontinental Bendix. Aún mantiene más récords de distancia y velocidad que cualquier piloto, vivo o muerto, hombre o mujer. 
A principios de 1960, Cochran, a quien le interesaban todas las formas de la aviación, voló el dirigible Goodyear con el capitán R.W. Crosier en Akron, Ohio.

### Mercury 13
En la década de 1960, Cochran auspició el programa Mercury 13, uno de los primeros intentos para poner a prueba la habilidad de las mujeres para ser astronautas. Trece mujeres piloto pasaron las pruebas preliminares junto con los hombres astronautas del programa Mercury antes de la cancelación del programa. Nunca fue una iniciativa de la NASA, aunque lo encabezaron dos miembros del comité de Ciencias de la Vida de la NASA, uno de los cuales, William Randolph Lovelace II, era un amigo cercano de Cochran y su esposo. Aunque Cochran al principio apoyó el programa, más tarde fue responsable de retrasar otras fases de pruebas, y las cartas que les envió a varios miembros de la Marina y de la NASA donde mostraba su preocupación sobre si el programa se estaba llevando a cabo de forma apropiada y en concordancia con los objetivos de la NASA contribuyeron de forma significativa a la cancelación final del programa. Por lo general, se acepta que Cochran se mostró en contra del programa porque sentía que si este llegaba a tener éxito, ella dejaría de ser la mujer aviadora más prominente.
El Congreso llevó a cabo audiencias para determinar si la exclusión de las mujeres del programa de astronautas era o no discriminatoria, durante las cuales John Glenn y Scott Carpenter testificaron en contra de admitir a las mujeres en estos programas. Cochran misma se mostró en contra de incluir mujeres en los programas espaciales y dijo que el tiempo hace a la esencia del contrato y que seguir adelante como estaba planeado era la única forma de vencer a los soviéticos en la Carrera espacial (ninguna de las mujeres que habían pasado las pruebas eran pilotos de prueba militares de jets ni tenían títulos en ingeniería, que eran los dos requisitos experimentales básicos para los astronautas potenciales. En esa época, no se permitía que las mujeres fueran pilotos de prueba militares de jets; en promedio, sin embargo, todas ellas tenían más experiencia de vuelo que los astronautas masculinos). La NASA requirió que todos los astronautas fuesen graduados de programas de pruebas militares de jets y que tuvieran títulos en ingeniería. En 1962, ninguna mujer podía cumplir con estos requisitos: esto terminó con el programa Mercury 13.

## Actividad política

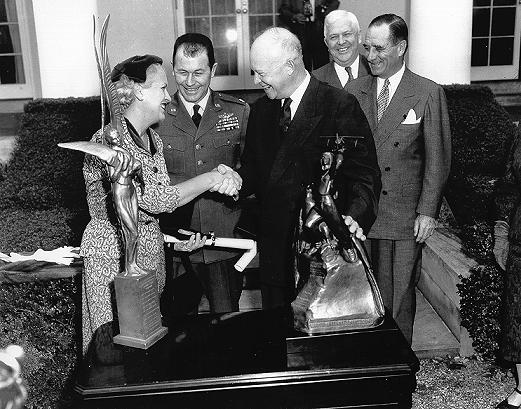
Cochran y Chuck Yeager recibiendo los trofeos internacionales Harmon de parte del presidente Dwight Eisenhower.

Cochran, una republicana de toda la vida, como resultado de su participación en la política y el ejército, trabó amistad con el general Dwight Eisenhower. A principios de 1952, ella y su esposo ayudaron a auspiciar un gran mitin en el Madison Square Garden en Nueva York en apoyo de la candidatura presidencial de Eisenhower.
El mitin se grabó en forma de película y Cochran lo llevó personalmente a Francia para una muestra especial en los cuarteles generales de Eisenhower. Su colaboración fue un factor importante en la tarea de convencer a Eisenhower para que se presentara para ser presidente de los Estados Unidos en 1952, al igual que su papel en su exitosa campaña. Ya que eran amigos cercanos, Eisenhower la visitaba a ella y a su esposo con frecuencia en su finca de California y después de dejar la oficina, escribía allí pasajes de sus memorias.
Ambiciosa políticamente, Cochran se postuló como congresista en 1956 para el distrito 29 de California como la candidata del Partido Republicano. Su nombre apareció durante la campaña y en la boleta como Jaqueline Cochran-Odlum. Aunque había vencido a cinco oponentes masculinos para ganar la nominación por el partido republicano, en las elecciones generales perdió por poco contra el candidato del Partido Demócrata y primer congresista de origen asiático, Dalip Singh Saund. Saund ganó con 54 989 votos (51,5%) contra los 51 690 (48,5%) de Cochran. Su revés político fue uno de los pocos fracasos que tuvo en su vida y nunca intentó ser candidata de nuevo. Aquellos que conocían a Cochran dijeron que haber perdido le molestó durante el resto de su vida.

## Legado

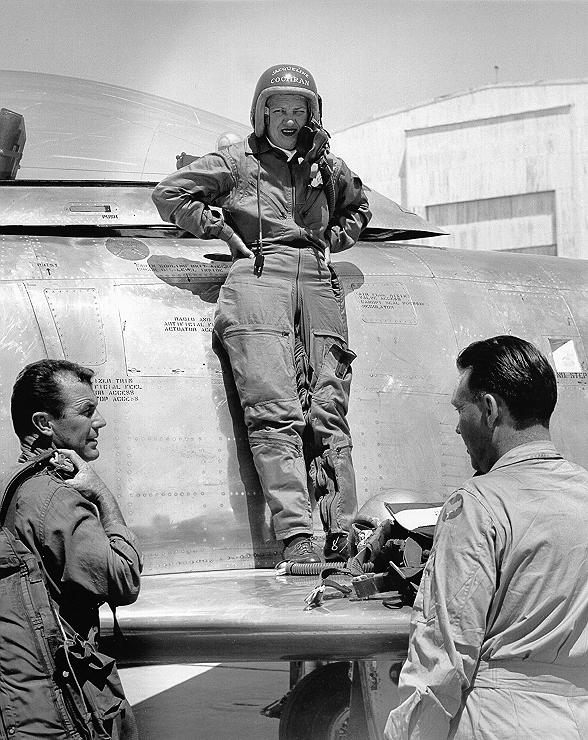
Cochran de pie sobre el ala de su F-86, hablando con Chuck Yeager y el jefe de pilotos de pruebas de Canadair Bill Longhurst.

Cochran falleció el 9 de agosto de 1980 en su casa de Indio, California, que compartía con su esposo. Durante mucho tiempo vivió en el valle de Coachella y sus restos están sepultados en el cementerio público del valle. Durante el curso de su larga carrera en la aviación utilizó con regularidad el aeropuerto Thermal, que fue renombrado como Desert Resorts Regional y más tarde como Aeropuerto Regional Jacqueline Cochran en su honor.
Sus logros en la aviación nunca obtuvieron la atención continua de los medios de comunicación que sí tuvo Amelia Earhart, pero esto puede deberse en parte a la fascinación del público con los personajes que fallecen jóvenes en el punto más alto de sus carreras. Además, el hecho de que Cochran haya utilizado la inmensa fortuna de su esposo redujo la naturaleza "de vagabundo a príncipe" de su historia. Sin embargo, se la considera una de las mujeres más destacadas de la historia de la aviación y una de las aviadoras más importantes, y una mujer que usó su influencia varias veces para sumar derechos para las mujeres en el campo de la aviación. 
Pese a su falta de educación formal, Cochran tenía una mente rápida y una gran afinidad con los negocios y su inversión en el campo de los cosméticos resultó ser lucrativa. Más tarde, en 1951, la Cámara de Comercio de Boston la eligió como una de las 25 empresarias más destacadas del país. En 1953 y 1959, Associated Press la nombró la mujer del año en negocios. 
Bendecida por la fama y la fortuna, Cochran dedicó grandes cantidades de tiempo y dinero a realizar obras caritativas, especialmente con las personas que provenían de hogares empobrecidos, como ella misma.

## Premios
Cochran recibió premios y distinciones de varios países de todo el mundo. En 1949, el gobierno de Francia reconoció su contribución en la guerra y a la aviación y le otorgó la Legión de Honor y en 1951 la Medalla Aérea Francesa. Es la única mujer que ha obtenido la medalla dorada de la Fédération Aéronautique Internationale. Más tarde, sería elegida dentro del comité de directores de ese cuerpo y como directora de  Northwest Airlines en los Estados Unidos. En su país, la Fuerza Aérea le otorgó la Cruz de Vuelo Distinguida y la Legión al Mérito. 
Un espectáculo aéreo anual llamado Jacqueline Cochran Air Show fue nombrado en su honor y se desarrolla en el Aeropuerto Regional Jacqueline Cochran. Cochran también fue la primera mujer con una muestra permanente de sus logros en la Academia de la Fuerza Aérea de los Estados Unidos. En la obra The Fastest Woman Alive, escrita por Karen Sunde, se narra la vida de Cochran junto con su esposo, Floyd, Amelia Earhart y otros.
Otros honores incluyen:
- En 1965, Cochran fue incluida en el Salón de la Fama Aeroespacial Internacional.
- En 1971, fue incluida en el Salón de la Fama de la Aviación Nacional.
- En 1985, la Unión Astronómica Internacional le asignó el nombre Cochran a un cráter de gran tamaño (100 km de diámetro) en el planeta Venus.
- En 1993, fue incluida en el Salón de la Fama de los Deportes de Motor de los Estados Unidos.
- En 1996, el Servicio Postal de los Estados Unidos homenajeó a Cochran con un sello postal de 50¢ donde se la veía frente a un trofeo de la Bendix Race junto con su P-35 en el fondo y las palabras "Jacqueline Cochran Pioneer Pilot" ("Jacqueline Cochran piloto pionera").
- En 1999, Cochran fue una de las elegidas como parte del National Women's History Project.[18]
- En 2006, Cochran fue incluida en el Paseo del Honor Aeroespacial de Lancaster, California, como la primera mujer en aparecer allí.